# Чорнобиль: Два кольори часу
Чорнобиль: Два кольори часу (рос. Чернобыль: Два цвета времени) — документальна кінотрилогія студії «Укртелефільм», знята в 1986—1988 роках під час ліквідації наслідків аварії на ЧАЕС. У 1989 році творці фільму Леонід Мужук, Хем Салганик, Ігор Кобрин та Юрій Бордаков стали лауреатами Національної премії України імені Тараса Шевченка.
Аудіовізуальний оригінал зберігається у ЦДКФФА України ім. Г. С. Пшеничного.

## Сюжет
Фільм побудований на унікальних зйомках Чорнобильської АЕС після аварії, робіт з її ліквідації у перші місяці, виконаних Юрієм Бордаковим. Закадровий голос розповідає, що відбувається на екрані, історії героїв хроніки, коментує їхні репліки, міркує про причини і значення трагедії для країни та людства. Оповідь та діалоги ведуться російською мовою; українську чутно лише з вуст місцевих мешканців. У фільмі використані матеріали архіву Держтелерадіо УРСР (1-3 серії) та ВО «Комбінат» м. Чорнобиль (3 серія).

### Перша серія
Травень [ 1986 ]. Повідомлення Б. Щербини про катастрофу для іноземних журналістів. Візит директора МАГАТЕ до Чорнобиля. Спілкування іноземних журналістів з місцевими жителями в Прип'яті. Інтерв'ю з головою урядової комісії з ліквідації наслідків І. Силаєвим.
Штаб Мінвуглепрому СРСР та урядової комісії у Прип'яті. Робота дозиметристів у 30-км зоні та на станції. Захоронення землі з ділянки біля 4 енергоблоку. Робота шахтарів у штреку під реактором. Дезактивація прилеглої зони з вертольота. Концерт [ ансамблю пісні і танцю Дніпровської військової флотилії ] для ліквідаторів у місцевому будинку культури.
Дезактивація будівель у відселеній місцевості. Інтерв'ю з місцевим жителем. Зйомки в приміщеннях 4 енергоблоку. Зварювальні роботи в області високої радіації — в барботері під реактором. Готування до встановлення датчиків рівня радіації під реактор.
Дорожні роботи в зоні відселення, контрольні заходи на КПП. У штабі Спецатоменергомонтажу. Будівництво захисної стіни реактора. Встановлення В. А. Прянішніковим датчиків під реактор.
Ліквідатори на базі відпочинку дивляться програму «Время». Інтерв'ю з місцевою жителькою.

### Друга серія
Серпень 1986. Інтерв'ю з головою урядової комісії з ліквідації наслідків Г. Ведерніковим. У штабі з ліквідації наслідків аварії в приміщенні ЧАЕС. Дезактивація покрівлі машинного залу 3-4 блоків. Роботизовані трактори розчищають покрівлі від радіоактивних уламків. Евакуація німецького робота Джокера, що вийшов з ладу від надвисокої радіації. Перші люди-«біороботи» намагаються витягнути Джокера. В гуртожитку дозиметристів.
Вересень 1986. Бетонний завод. Кладовище техніки. Створення систем довгострокової діагностики стану реактора. Дозиметрична розвідка на БТРі. Вихід дозиметриста на фон 60 Р/год. Розмова з фізиками на базі робототехніки. Будівництво саркофагу.
Жовтень 1986. Інструктаж «біороботів» перед виходом у зону «М». 20-30-річні військовозобов'язані лопатами очищують покрівлю біля жерла реактора від графітових уламків.
Запуск в експлуатацію 1-го енергоблоку. Юрченко, Сотников і Стародумов встановлюють Червоний прапор [ на знаменитій вентиляційній трубі ВТ-2 ].
Село Залісся. Переселенець навідується до своєї колишньої хати. Посмертні нагородження у Президії Верховної Ради УРСР. Ретроспективна нарізка уривків серії.

### Третя серія
Пролог: переселенці, що повертаються до відселеної зони. Квітень 1987. Всередині саркофагу. Розмова з Ю. Самойленком, що торкається проблем соціалістичного суспільства. Ретроспективні та ілюстративні кадри.
Лютий 1988. Інженер В. Єсіпов повертається за деякими речами до своєї квартири в Чорнобилі — знаходить її розграбованою.
Розмова з О. Коваленком та інтерв'ю з працівником канадського телебачення (українською, з характерним акцентом) про неналежне висвітлення інформації про катастрофу. Кадри з суду над В. Брюхановим, М. Фоміним, А. Дятловим, О. Коваленком, Ю. Лаушкіним та іншими. Авторський текст про «ціну правди і брехні». Кадри евакуації травня 1986. Відеоприклади самоцензури радянських чиновників.
Листопад 1987. Інтерв'ю з лікарями [ Київського науково-дослідного рентгенологічного та онкологічного інституту ], в тому числі з Л. Кіндзельським.
Розмова з Ю. Андрєєвим, В. Черноусенком і В. Стародумовим про відсутність стратегічного мислення у питаннях, пов'язаних з ядерною безпекою. Уривок інтерв'ю з директором ВО «Комбінат» Є. Ігнатенком. Ретроспективні кадри запуску перших блоків. Зйомки відселених помешкань у зоні. Виступ науковця В. Шапунова про необхідність розвитку відновлювальної енергетики та суворого контролю за ядерною.
Розмова з художником-реставратором Г. Безсоновим про створення музею зі старовинними іконами та стародруками, знайденими на Поліссі.
Грудень 1987. Знесення бульдозерами селища Янів. Листопад 1987. спілкування з лікарями. Квітень 1987. Захоронення техніки.
Епілог. Село Опачичі. Монолог переселенки, що повернулася до 30-км зони. Авторський текст.

## Герої фільму
Перша серія
Ліквідатори: А. А. Лігачов, В. А. Гольдін, В. М. Мельник, В. Ф. Шаталін, В. А. Прянішніков, А. В. Шевченко, О. П. Фалалеєв, Є. А. Бородавко, С. І. Боренбейн, В. І. Шеховцов, Є. М. Сергєєв, Ф. С. Теміров, В. І. Гаврилюк, М. І. Титенок, М. В. Ващук, В. П. Правик, В. І. Ігнатенко, В. І. Тішура, В. М. Кібенок.
Місцеві жителі: В. Г. Чиж, невідома.
Друга серія
Ліквідатори: Ю. М. Самойленко, В. В. Голубєв, Є. В. Голубєв, В. М. Черноусенко, Г. П. Дмитрієв, І. М. Іонін, В. М. Стародумов, А. О. Романцов, В. О. Смірнов, В. І. Лавренко, О. В. Гаматанов, М. Т. Хром'як, О. С. Юрченко, О. В. Пузіков, А. І. Лапочкін, В. З. Веловічюс, О. В. Ністряну, А. М. Гурєєв, Г. Л. Ярін, Т. Г. Сартанідзе, О. К. Калугін, О. П. Сотников, В. М. Кібенок, В. П. Правик.
Місцеві жителі: М. А. Ярмоленко.
Третя серія
Ліквідатори: Ю. М. Самойленко, Б. М. Березань, В. М. Сенін, П. М. Шаврей, Ю. В. Хилько, Л. М. Шаврей, А. Д. Король, Г. М. Хмель, А. І. Панченко, М. Л. Нечипоренко, В. І. Дацько, Ю. Б. Андрєєв, В. М. Черноусенко, В. М. Стародумов, В. І. Ходемчук.
Працівники ВО «Комбінат»: О. П. Коваленко, Є. І. Ігнатенко.
Підсудні: В. Брюханов, М. Фомін, А. Дятлов, О. Коваленко, Ю. Лаушкін.
Науковці: Ф. Я. Шапунов.
Інженери: Г. Аліфанов, Г. Надряних, В. П. Єсіпов.
Лікарі: І. Халявко, Б. Приварський, А. Мостепан, Л. Кіндзельський.
Місцеві жителі: Г. А. Голубенко, Г. М. Безсонов, невідомі.

## Виробництво
Хем Салганик згадував, що тодішній голова Держтелерадіо Микола Федорович Охмакевич поставив завдання зробити документальний фільм про те, що відбувається в Чорнобилі. Вперше знімальна група приїхала на місце подій 8—9 травня, а першим знімальним днем було 14—15 травня. Одразу стало зрозуміло, що документалістам необхідно бути на місці подій постійно, щоб набрати достатньо відеоматеріалу.
Один із заступників Голови Ради міністрів СРСР, який там працював, дав розпорядження виписати перепустки для фільмувальників усюди, без обмежень — але попередив, що за безпеку відповідають вони самі. Такий же дозвіл був отриманий у представника КДБ з Москви, генерал-лейтенанта Кузнєцова.
Спогади Ігоря Кобрина:
|               | Спочатку ми могли знімати все, але не тому, що нам дозволяли, просто не було кому заборонити. Перші дні запам'яталися страшним безладом. Ніхто не розумів, що робити, куди йти […] Ми зайшли у штаб Мінвуглепрому СРСР і там якийсь великий чиновник просто відірвав шматок плакату і написав: «Пустить киношников». Вперше по-справжньому страшно було, коли ми виїхали до Рудого лісу. Ніхто не знав, що там, адже до нас там ще ніхто не був. Ми знімали, як працівники інституту Курчатова робили там заміри. |
| — Ігор Кобрин | |

Група працювала в зоні з перервами до 1988 року. Приїжджали на два-три тижні, потім їхали до Києва, і поверталися знову. Відзнятий матеріал передавався до Києва. Завдяки загальному хаосу і нескоординованості цензурних органів вдалося зробити першу частину фільму досить відвертою; щоправда, авторів змусили вставити на початку ідеологічний шматок.
Через проблеми з постійним відчуттям небезпеки половина зі складу знімальної групи в Чорнобилі достроково залишила проект. Один водій навіть загинув через необережне поводження з забрудненими радіацією предметами.
Військове керівництво в Москві хотіло заборонити другу частину фільму, оскільки в ній висвітлювалися проблеми з безпекою праці ліквідаторів. Проте голова спілки кінематографістів СРСР Елем Клімов та впливовий партієць Олександр Яковлєв дали добро на випуск документалки в етер.
|                | Керівник Міністерства середнього машинобудування сказав, що фільм цей не піде і дякуйте Богові, що ви не в 1937-му році. |
| — Хем Салганик | |

Третя частина фільму створювалася під час пізньої Перебудови, і це дозволило режисеру вмістити значно більше бажаного матеріалу.
Всі, хто працював у знімальній групі, домовилися ніколи не розповідати про отримані ними дози радіації.

### Назва
Одного разу до ліквідаторів приїхав ансамбль пісні і танцю Дніпровської військової флотилії. Бордаков та Кобрин пішли знімати цей виступ, і вся знімальна група була вражена виконанням пісні «Два кольори», написаної 1964 року на музику Олександра Білаша та слова Дмитра Павличка. Вона й дала назву кінотвору, а разом стала його музичною темою.

### Над фільмом працювали
| Режисер          | Ігор Кобрин |
| Сценаристи       | Леонід Мужук, Хем Салганик |
| Оператор         | Юрій Бордаков |
| Освітлювач       | Олександр Безручко |
| Композитор       | Ігор Стецюк |
| Консультант      | к. ф-м. н. В. І. Гаврилюк (ІЯД АН УРСР) |
| Згадані у титрах | Г. Стремовський, В. Чубенко, Ю. Мінзянов, В. Хмель, А. Белухін, Н. Міщенко, Є. Малашенко, Т. Бойко, А. Москалюк, В. Матвієнко, В. Шерстюк, А. Кучеренко, А. Кислій, Б. Сидорченко, О. Васильєв |

## Нагороди
| Рік  | Премія                                           | Категорія     | Номінанти                                              | Результат | Дж    |
| ---- | ------------------------------------------------ | ------------- | ------------------------------------------------------ | --------- | ----- |
| 1989 | Національна премія України імені Тараса Шевченка | Кіномистецтво | Леонід Мужук, Хем Салганик, Ігор Кобрин, Юрій Бордаков | Перемога  | [ 9 ] |

## Значення і вплив
Це був перший фільм про Чорнобиль, який показали у СРСР на центральному телебаченні. Вихід стрічки спричинив значний резонанс, адже автори показали речі, про які ніхто в Радянському Союзі не здогадувався: наприклад, «біороботів» — солдатів, залучених до ручного очищення найнебезпечнішої зони покрівель станції. Документальні кадри, на яких молоді люди скидають радіоактивні уламки з даху зони «М» («Маші»), стали частиною колективної образності. Їх демонструють, зокрема, в експозиції музею Чорнобиля.
Мінісеріал «Чорнобиль» від HBO вийшов 2019 року й отримав надзвичайно високі рейтинги. Чимало сцен у ньому буквально покадрово відтворюють хроніку документалістів із кінотрилогії «Чорнобиль: Два кольори часу».
Творці американського серіалу широко використовували український матеріал, а в заключних титрах навіть помістили прямі відеоцитати з нього. Сценарист та продюсер серіалу Крейг Мезін назвав цей фільм «біблією» свого серіалу.

## Продовження
Наприкінці 1988 — на початку 1989 року творці мінісеріалу відзняли заключну, четверту серію, і назвали її «Третій колір часу». На відміну від перших трьох цей скоріше є фільмом роздумів, ніж насиченим напругою. До нього увійшли зйомки в Інституті атомної енергії імені І. В. Курчатова, інтерв'ю із головним лікарем Шостої московської клініки, в якій лікували опромінених.
2011 року режисером Сергієм Заболотним на студії «Телекон» була знята 26-хвилинна стрічка «Чорнобиль.3828». Сценаристами виступили Салганик та Кобрин. У фільмі показано спогади розвідника-дозиметриста Валерія Стародумова про дні смертельно небезпечної роботи «біороботів» — операції з очищення покрівель біля епіцентру вибуху, в місці найвищого радіоактивного випромінювання. Їх було три тисячі вісімсот двадцять вісім. Герой фільму, безпосередній учасник операції, сам виходив на покрівлі у зону «М» і виводив туди людей. «Чорнобиль.3828» присвячений людям, які рятували світ від радіоактивного зараження ціною власного здоров'я та життя.
Станом на 2012 рік у Хема Салганика були плани зробити фільм під робочою назвою «Чорнобиль: кольори іншого часу». Він задумувався як філософські роздуми з висоти 25-річного досвіду.